# Thomas Gresham

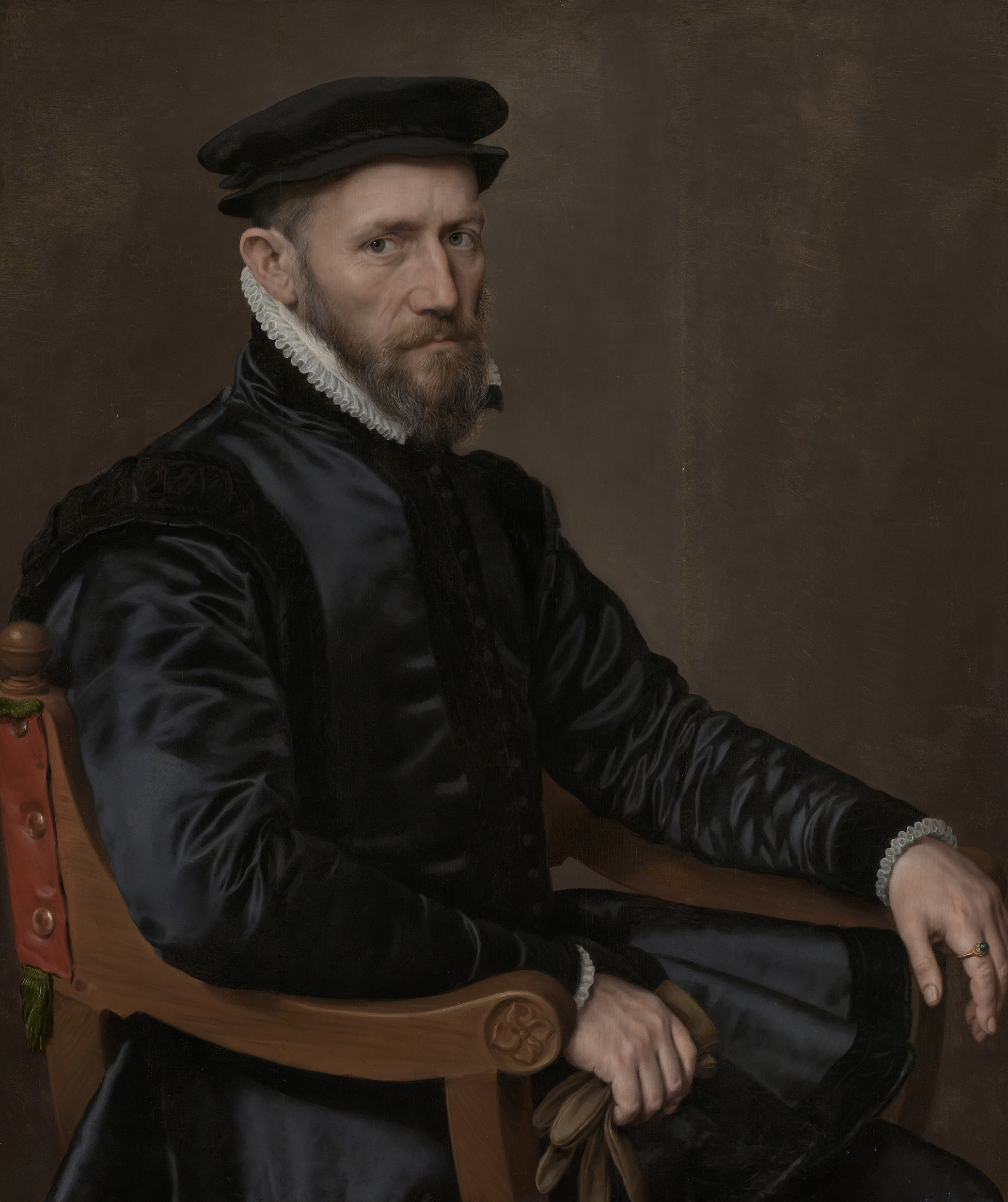
Portret door Anthonis Mor, gemaakt in 1554

Thomas Gresham (Londen, 1519 – aldaar, 21 november 1579) was een Engelse koopman en financier die werkte voor koning Eduard VI van Engeland en voor Eduards halfzus koningin Elizabeth I van Engeland. Gresham is een van de grondleggers van het moderne bankwezen. Hij stichtte in 1565 de Londense beurs: de Royal Exchange.
Hij studeerde aan een college in Cambridge en was tegelijkertijd financieel adviseur van het hof. Zijn vergoeding bestond uit landerijen. Gresham vertoefde vaak in de Lage Landen. Zijn hoofdkwartier lag in Antwerpen.
Gresham stierf onverwacht op 21 november 1579, waarschijnlijk ten gevolge van een beroerte. Zijn erfenis ging naar zijn weduwe, onder voorwaarde dat na haar overlijden de residentie in Bishopsgate Street zou worden gebruikt om er les te geven in zeven verschillende vakken: astronomie, geometrie, fysica, recht, godgeleerdheid, retorica en muziek. Er werd in Gresham College voor het eerst lesgegeven in 1597. Tot 1768 werd het gebouw gebruikt, later vonden de colleges een tijdlang plaats in de Royal Exchange. Sedert 1843 is Gresham College gevestigd te Holborn.

## Wet van Gresham
De wet van Gresham luidt: Bad money drives out good. Wanneer er in een samenleving goed geld (nominale waarde = intrinsieke waarde) en slecht geld (nominale waarde > intrinsieke waarde) in omloop zijn, zal het goede geld langzaam maar zeker uit circulatie raken. Dit komt doordat mensen het goede geld zullen achterhouden en zullen betalen met het slechte geld.
- Bibliothèque nationale de France: cb15552160c (data)
- Gemeinsame Normdatei: 117558060
- International Standard Name Identifier: 0000 0000 6660 5249
- Library of Congress Control Number: n50031901
- Nationale Bibliotheek van Tsjechië: xx0091488
- Nationale Bibliotheek van Israël: 987007262174805171
- Nederlandse Thesaurus van Auteursnamen: 074564056
- SNAC: w6sj24g5
- Système universitaire de documentation: 119072130
- Union List of Artist Names: 500354748
- Virtual International Authority File: 12619430
- WorldCat: E39PBJw8XyKTCy8CRwfpFFY3wC